# Limonchulus bryophilus
Limonchulus bryophilus är en rundmaskart som beskrevs av Andrassy 1963. Limonchulus bryophilus ingår i släktet Limonchulus och familjen Prismatolaimidae. Inga underarter finns listade i Catalogue of Life.